# WTA San Antonio 1978
Il WTA San Antonio 1978 è stato un torneo di tennis giocato sul cemento. È stata la 2ª edizione del torneo, che fa parte del WTA Tour 1978. Si è giocato a San Antonio negli USA dall'11 al 18 settembre 1978.

## Campionesse

### Singolare
Stacy Margolin ha battuto in finale  Yvonne Vermaak con il punteggio di 7–5, 6–1

### Doppio
Ilana Kloss /  Marise Kruger hanno battuto in finale  Laura duPont /  Françoise Dürr con il punteggio di 6–1, 6–4